# Robert Ambelain

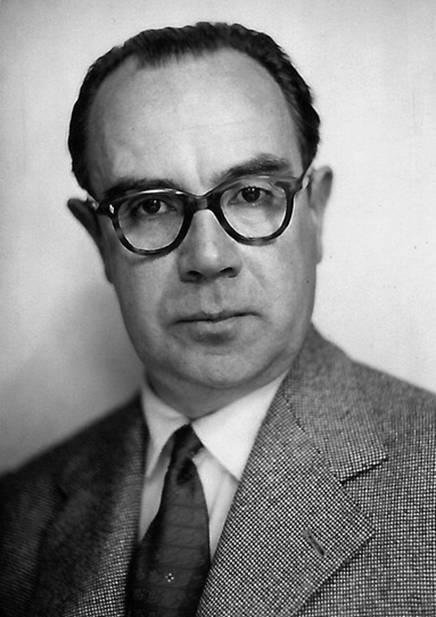
Robert Ambelain (1956)

Robert Ambelain (Parijs, 2 september 1907 - 27 mei 1997) was een bekend Frans schrijver, vrijmetselaar, martinist, astroloog, occultist en bisschop van een Gnostische kerk.
Ambelain was lid van een aantal esoterische en initiatieke broederschappen.
Hij tekende vaak onder zijn inwijdingsnaam Aurifer.
Hij was ook bekend om zijn vertalingen van zeldzame esoterische werken uit het Latijn.
Ambelain is de grootvader van de Franse sopraan Ariane Douguet.
- Biblioteca Nacional de España: XX882334
- Bibliothèque nationale de France: cb11888626m (data)
- Catàleg d'autoritats de noms i títols de Catalunya: 981058581298706706
- Gemeinsame Normdatei: 11341532X
- International Standard Name Identifier: 0000 0000 8343 7144
- Library of Congress Control Number: n50024135
- Nationale Bibliotheek van Letland: 000110292
- Nationale Bibliotheek van Tsjechië: pna2016925105
- Nationale Bibliotheek van Israël: 987007257651305171
- Nederlandse Thesaurus van Auteursnamen: 07272319X
- Système universitaire de documentation: 026684039
- Virtual International Authority File: 54143532
- WorldCat: E39PBJpDJJchPRPbhWFHWqxJjC